# Startovací komplex 34 na Cape Canaveral Air Force Station
Startovací komplex 34 na Cape Canaveral Air Force Station (LC-34) leží na ostrově Merritt na mysu Canaveral na Floridě. Komplex byl používán NASA pro starty raket Saturn I a Saturn IB v programu Apollo. 27. ledna 1967 zde při požáru zahynula posádka Apolla 1. V dnešní době se již nepoužívá a slouží jako památník.

## Popis

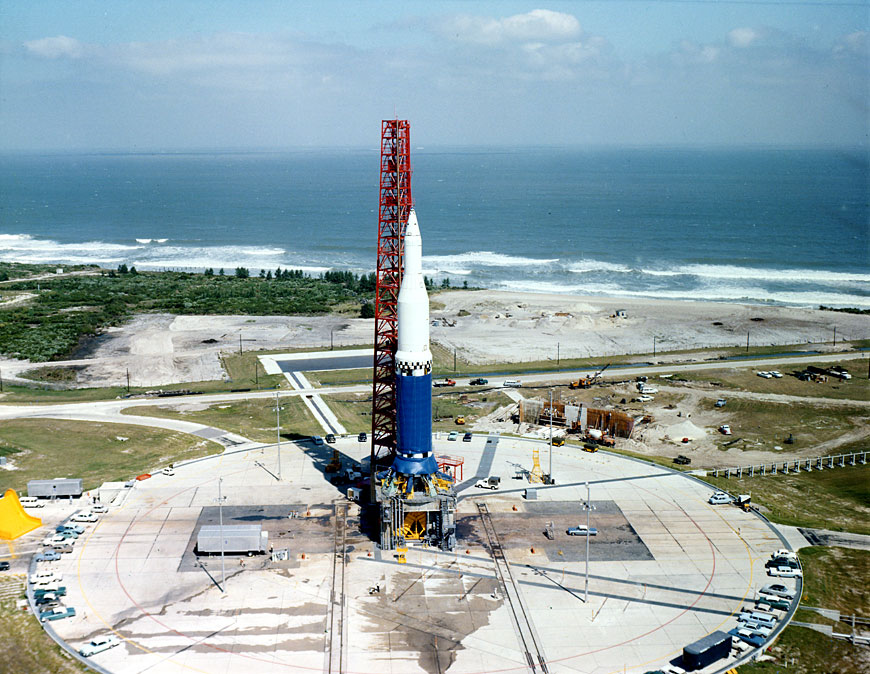
Saturn I na odpalovací rampě před misí SA-3

Práce na LC-34 začaly v roce 1959 a první start 27. října 1961. Komplex se skládal z odpalovací rampy, podpůrné věže, mobilní servisní věže, tankovací stanice RP-1, kapalného vodíku a kyslíku a blockhausu. Pod odpalovací rampou vedly koleje, po nichž byly přiváženy tepelné štíty odklánějící proud spalin. Po kolejích byla ze vzdálenosti 185 metrů přivážena i servisní věž. Její výška byla 95 metrů a byla tak v té době nejvyšší stavbou na Cape Canaveral Air Force Station. Blockhaus byl postaven z železobetonu a měl stejnou konstrukci jako starší objekt na LC-20. Při startu dokázal pojmout až 130 osob a všechno potřebné přístrojové vybavení. Pozorování startu bylo možné pomocí několika periskopů, budova totiž kvůli ochraně neměla žádná okna.

## Aktivní služba
Na LC-34 startovaly pouze rakety Saturn I a Saturn IB. Jako první zde startoval Saturn I Block I, jehož všechny čtyři lety odstartovaly odsud. Saturn I verze Block II startoval ze sesterského zařízení stejné LC-37.
S nástupem silnějšího Saturnu IB byly provedeny rozsáhlé úpravy na odpalovací infrastruktuře. Bylo vylepšeno zabezpečení servisní věže proti větru, byla upravena servisní ramena, aby vyhovovala větší raketě a přibylo výsuvné rameno vybavené naprosto čistou a bezprašnou místností (anglicky white room) pro nástup astronautů do kabiny Apollo. Byly provedeny celkem dva úspěšné bezpilotní starty Saturnu IB. Při přípravách na misi Apollo 1 došlo k požáru, při němž zemřeli Gus Grissom, Ed White a Roger Chaffee. Tato událost si vyžádala úpravu komplexu pro snadnější evakuaci astronautů z lodi. První a jediný start s posádkou se konal 11. října 1968, kdy zde odstartovala kosmická loď Apollo 7. NASA zvažovala použití LC-34 a LC-37 pro Apollo Applications Program (např. program Skylab), ale nakonec byl upraven LC-39B a LC-34 již nebyl nikdy použit.

## Přehled startů
| Datum              | Čas (UTC) | Nosná raketa | Mise     | Náklad              | Popis                                             |
| ------------------ | --------- | ------------ | -------- | ------------------- | ------------------------------------------------- |
| 27. října 1961     | 15:06     | Saturn I     | SA-1     | -                   | První start z LC-34                               |
| 25. dubna 1962     | 14:00     | Saturn I     | SA-2     | Highwater           | Test autodestrukce, experiment Highwater.         |
| 16. listopadu 1962 | 17:45     | Saturn I     | SA-3     | Highwater           | Test autodestrukce, experiment Highwater.         |
| 28. března 1963    | 20:11     | Saturn I     | SA-4     | -                   |                                                   |
| 26. února 1966     | 15:06     | Saturn IB    | AS-201   | kosmická loď Apollo | První startu Saturnu IB                           |
| 25. srpna 1966     | 17:15     | Saturn IB    | AS-202   | kosmická loď Apollo |                                                   |
| 11. října 1968     | 15:02     | Saturn IB    | Apollo 7 | kosmická loď Apollo | První start s posádkou a zároveň poslední z LC-34 |

## Současná podoba

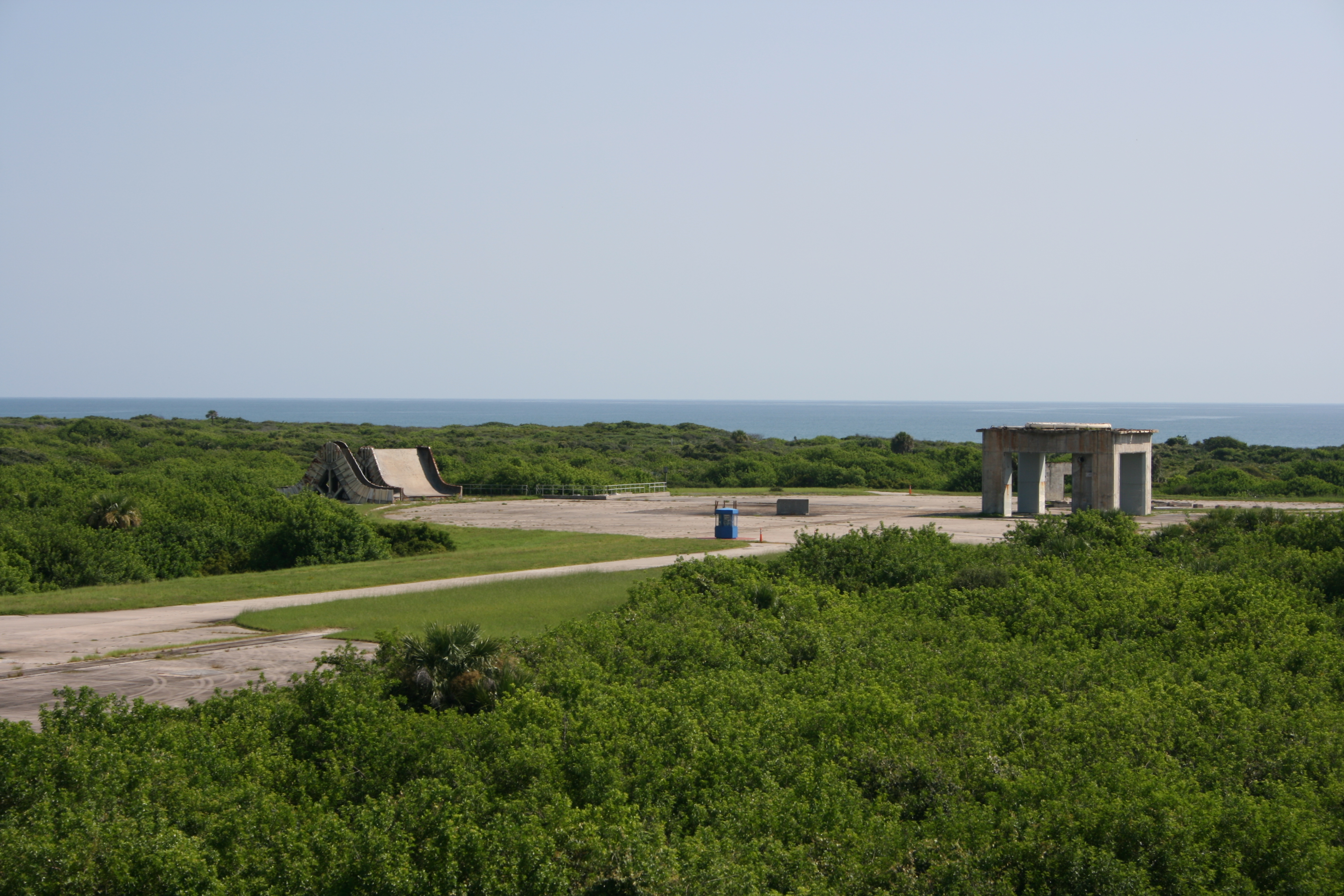
Dnešní podoba

Po vyřazení byly strženy obě věže a zůstala stát pouze odpalovací rampa a blockhaus. Na rampu byla umístěna pamětní plaketa s nápisem:
| „ | LAUNCH COMPLEX 34 Friday, 27 January 1967 1831 Hours Dedicated to the living memory of the crew of the Apollo 1: U.S.A.F. Lt. Colonel Virgil I. Grissom U.S.A.F. Lt. Colonel Edward H. White, II U.S.N. Lt. Commander Roger B. Chaffee They gave their lives in service to their country in the ongoing exploration of humankind's final frontier. Remember them not for how they died but for those ideals for which they lived. | “ |